# 梅田スカイビル

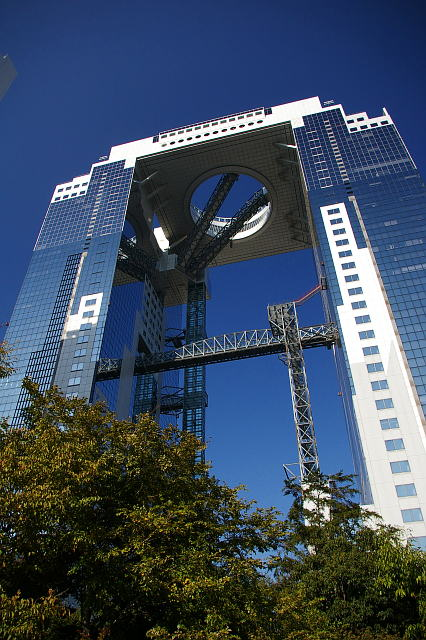
丸い穴のあいた屋外円形展望台（空中庭園）。展望台用のシースルーエレベーターとシースルーエスカレーターが見える

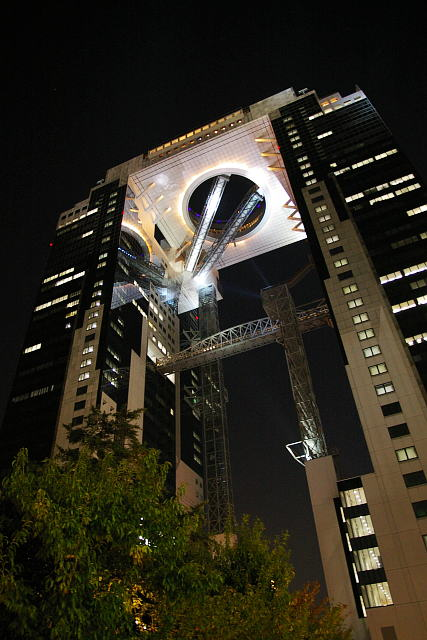
夜景

梅田スカイビル（うめだスカイビル）は、1993年3月に完成した、大阪府大阪市北区大淀中の新梅田シティ内にある超高層ビルで、積水ハウスの本社ビルである。
高級ホテルのウェスティンホテル大阪と共に新梅田シティを構成している。

## 概要
地上40階、地下2階、高さ約175.295メートルの超高層ビルで、世界初の連結型高層建築でもある。設計は原広司。京都駅ビルや札幌ドームなどの作品で知られる。その独特の形状から梅田のランドマークとなっている。
1990年6月に着工し、1993年3月に竣工した。デベロッパーにダイハツディーゼルおよび東芝が加わっているが、これは発動機製造（現・ダイハツ工業）および大阪電球（1930年東京電気に吸収。現・東芝）がいずれも1907年に当地で創業し、旧地権者だったことによる。
イギリスの出版社ドーリング・キンダースリーが選ぶ「TOP 20 BUILDINGS AROUND THE WORLD」の一つに、アテネのパルテノン神殿、ローマのコロッセオといった歴史的建造物と共に選出されるなど世界的に有名な建築物で、2017年の空中庭園の入場者150万人のうち外国人は75%を占める約113万人となっている。
タワーイースト（東棟）、タワーウエスト（西棟）の2棟で構成され、その頂部を連結するように円形の空中庭園展望台を設置した構造が特徴である。これにより地震、風、振動への耐性が強化されている。この空中庭園は地上で組み立ててからワイヤーロープで吊り上げる「リフトアップ工法」で施工された。また、イースト・ウエスト両棟を行き来するため22階に連絡通路が設けられている。
ビル最上部の空中庭園展望台（1993年7月2日開業、展望高168.7 m）からは梅田の超高層ビル街を中心とした大阪の都心や淀川、遠景の山々を一望できる（有料）。超高層ビルの展望台としては珍しく屋上に設置され、360度の視界と全天を風を感じながら眺められる展望台は観光スポットとして人気があり、開業15年目の2008年5月5日には入場者数が1,000万人を突破、2015年7月31日には1,500万人に到達した。
梅田貨物駅跡地や梅田貨物線（東海道本線支線）により、大阪駅や梅田の繁華街とは断絶されているが、2024年のうめきた2期再開発「グラングリーン大阪」の一部街開き（2027年度全面開業）により、梅田の中心地や新たな再開発エリアと接続された。
ビル固有の郵便番号はタワーイーストが531-60xx、タワーウエストが531-61xx（xxは階層）。

## 主なテナント
建築主の積水ハウスがタワーイースト内に本社を置く。また、WILLERとザクティも本社を置いている。なお、当ビルの住所（大阪府大阪市北区大淀中1丁目1番88号）を所在地（本店）として登記している法人は19法人ある（2023年8月12日時点）。
外資系医薬品企業アストラゼネカの日本本社も入居していたが、現在は一部を残しグランフロント大阪へ移転した。タワーウエストの上層階は、当地が旧本社工場敷地であったダイハツディーゼルと東芝関西支社をはじめとする東芝グループ企業の事務所が大半を占めている。
タワーイーストには、シネ・リーブル梅田（3階）と梅田ガーデンシネマ（4階）の映画館2館があったが、2014年2月28日に梅田ガーデンシネマが閉館。跡地はシネ・リーブル梅田の増床として、3・4階に跨る4スクリーンの映画館になった。その後、2024年4月19日以降はテアトル梅田として営業している。同・1階には2016年1月29日にマツダの直営ショールームである「マツダブランドスペース大阪」がオープンしている。
メキシコ名誉領事館、ドイツ総領事館が入居していることから、1階広場「ワンダースクエア」で各領事館主催の祭りが例年開催される（フィエスタ・メヒカナ、ドイツ・クリスマスマーケット）。地下1階は、昭和初期の町並みを再現した飲食店街「滝見小路」である。
タワーイースト1階と屋外のバス駐車場にはWILLER GROUPのバスターミナル（2011年5月～2013年7月31日昼行分までは待合施設として設置・同年7月31日夜行分よりバスターミナルに昇格）「WILLERバスターミナル大阪梅田」が設置されており、同グループの高速バスや一般路線バスなどが乗り入れているほか、2013年7月31日には駐車場付近にバス利用者向けのカフェレストラン「WILLER EXPRESS CAFE」がオープンした。一般のビル関係者も利用することができる。
タワーイースト・タワーウエストに比べ目立たないが、タワーイーストの南には5階建てのガーデン・ファイブ（北棟）と、さらにその南に6階建てのガーデン・シックス（南棟）というオフィスビルもある。両者のエントランスには「UMEDA SKY BLDG」のロゴが記されていることから、この2棟も梅田スカイビルに含むものと思われる。

## 建物
- 所在地：大阪府大阪市北区大淀中一丁目1番88号
- 竣工：1993年3月
- 構造：鉄骨鉄筋コンクリート造（SRC造）
- 高さ：175.295 m[1]
- 階数：地上40階、地下2階
- 延床面積：147,397 m2
- 主用途：事務所、商業施設
- 建築主：積水ハウス
- 設計者：原広司+アトリエ・ファイ建築研究所、木村俊彦構造設計事務所、竹中工務店
- 施工者：竹中工務店、大林組、鹿島建設、青木建設による共同企業体 (JV)

## 受賞歴
- 2014年度生きた建築ミュージアム・大阪セレクション　大阪市選定
  - 時代を超えた塔のまち・大阪[7]
- 第34回緑の都市賞　公益財団法人都市緑化機構主催
  - 内閣総理大臣賞[8]

## 交通
- JR大阪駅から徒歩7分
- 阪急大阪梅田駅から徒歩9分
- 地下鉄御堂筋線梅田駅から徒歩9分
- 阪神高速11号池田線 梅田出入口・福島出入口

## その他
- 梅田スカイビル・空中庭園展望台のマスコットキャラクターは「そらら」で、2006年6月10日に初披露。同ビルに親しみを持ってもらおうと企画され、2005年秋から2006年1月まで公募、422点から選ばれた。「そらら」は梅田スカイビルが完成した1993年生まれという設定。姿は虹・雲を模しており、帽子は展望台を模している。2本の足は2棟あるビルを表している。
- 設計当初は3棟のビルが接続した建物の予定であったがその後の設計変更で2棟接続のビルになっている。しかし、2020年現在においても3棟目の予定は残っているが事業化の見通しは立っていない。
- 梅田スカイビルを建築した積水ハウスは2013年6月17日に、建築家の安藤忠雄の発案で、同ビル内に高さ9メートル、長さ78メートルに亘って約50種の草木を植樹する内容の「緑の壁」計画を発表した[9]。ビル緑化の取り組みの一つとされていたが、同日にビルの庭園の設計を担当した造園家の吉村元男が、当該計画は庭園のデザインの統一性を損ね、かつ著作権を侵害しているとして、同月19日に同社に対し、工事中止を求める仮処分を大阪地方裁判所に申請した[10]。大阪地裁は同年9月6日、庭園の著作権が吉村元男にあること・「緑の壁」設置が著作権の侵害になることは認定したものの、壁の設置はいわゆる「模様替え」であり、その権利は制限されないとして仮処分を却下した[11]。

## ギャラリー

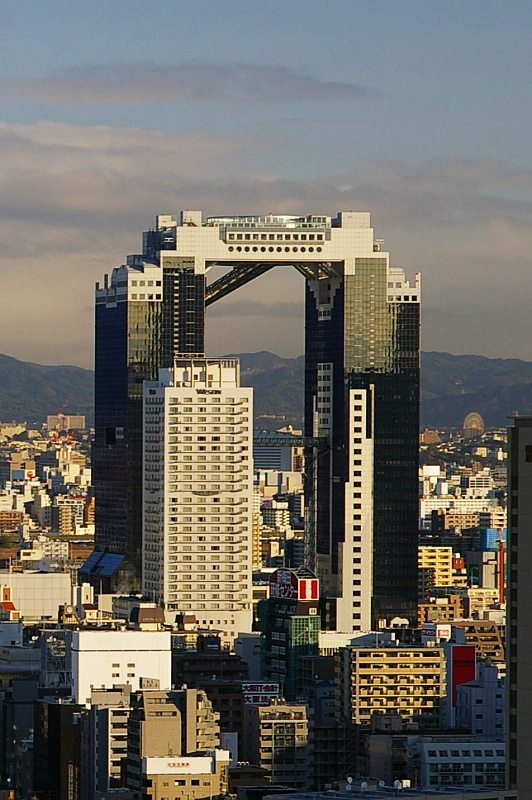
梅田スカイビル 早朝
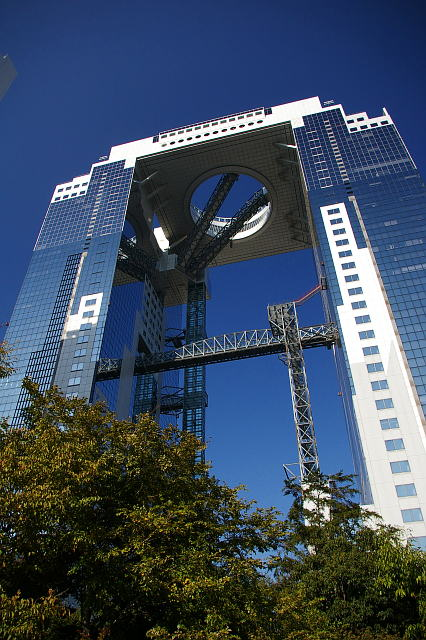
梅田スカイビル 昼
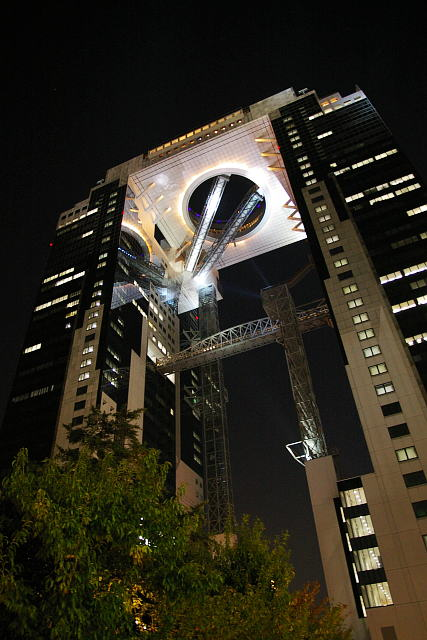
梅田スカイビル 夜
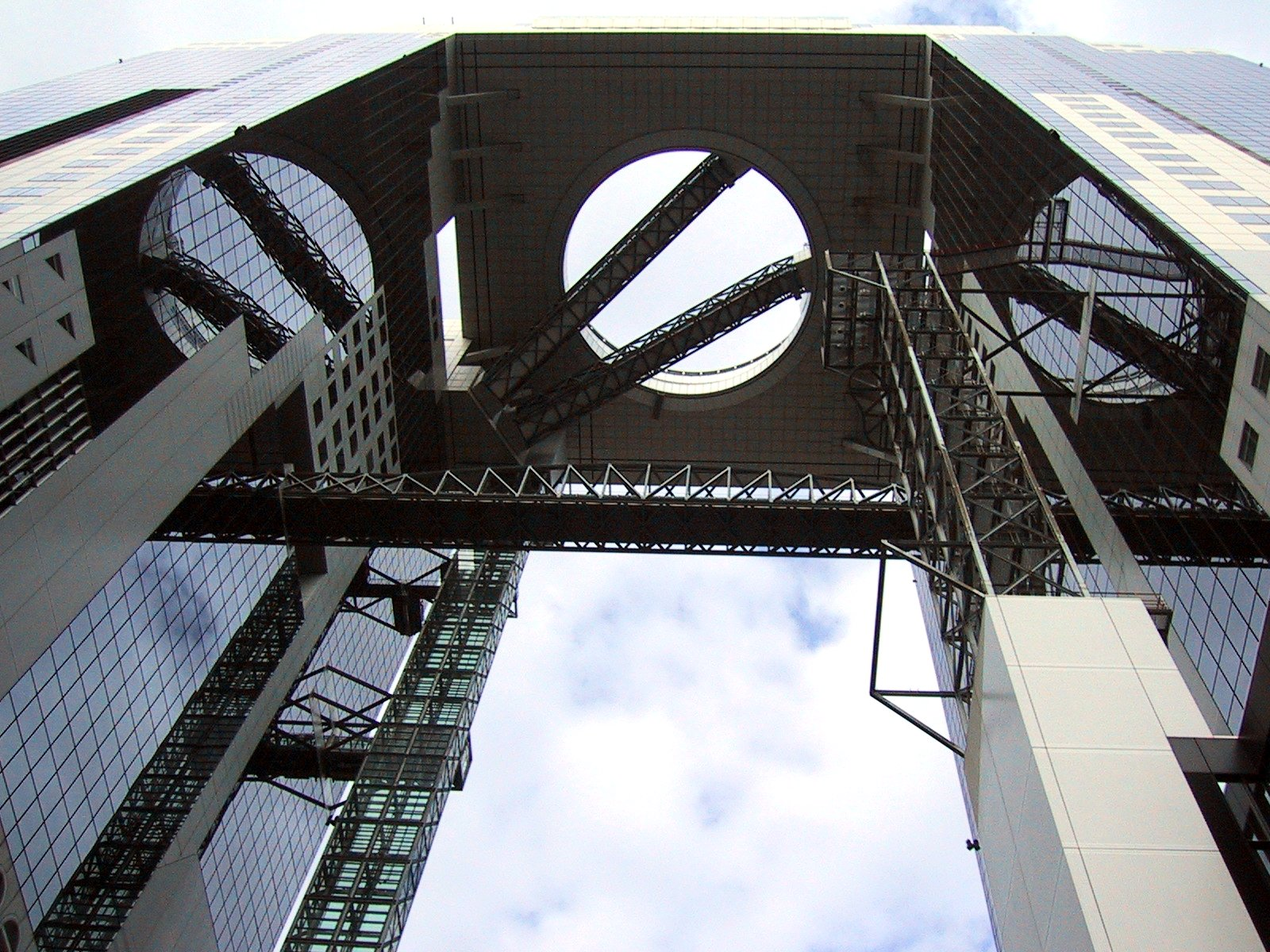
梅田スカイビル 真下から見上げる
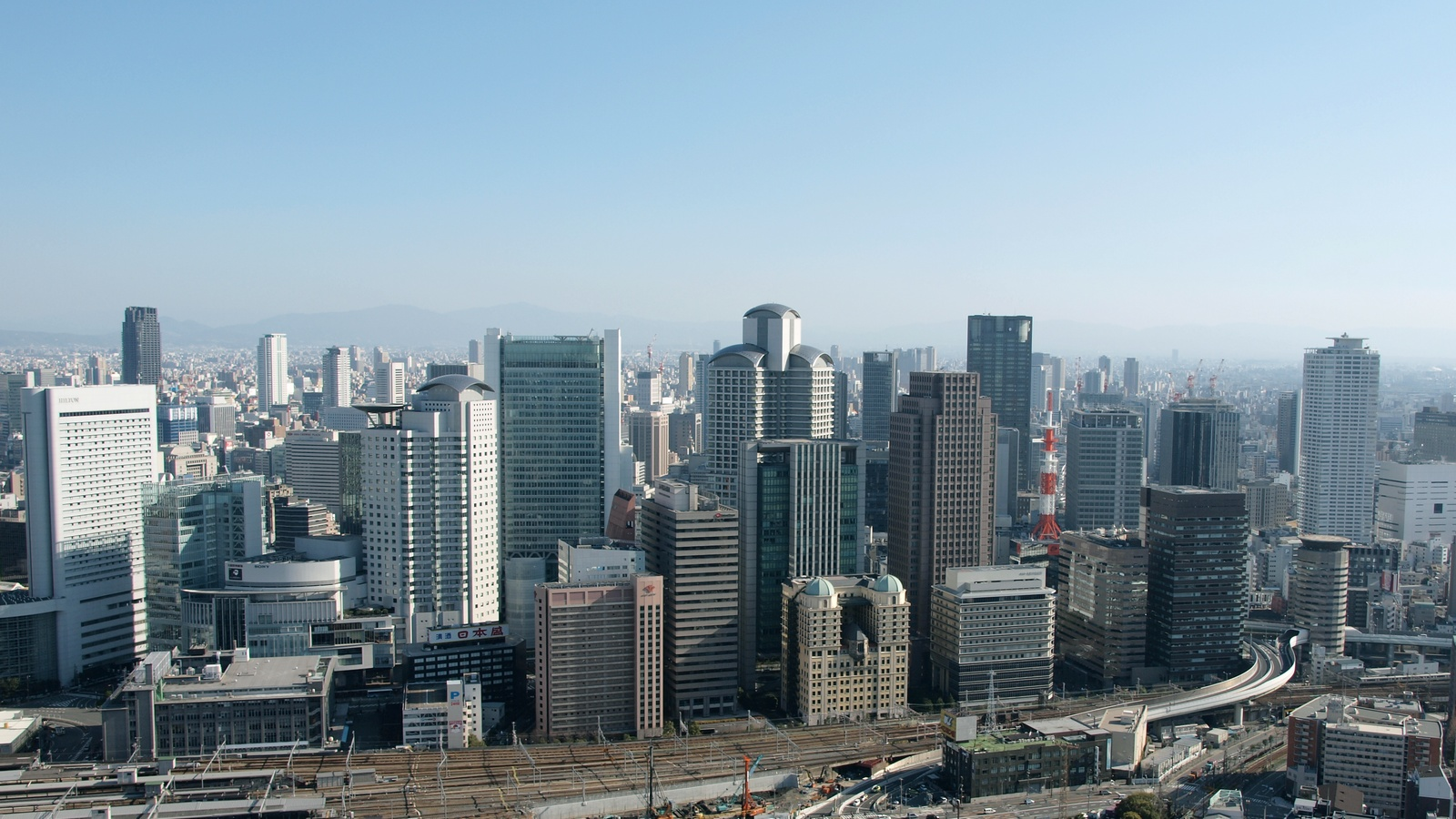
空中庭園展望台から見た西梅田の高層ビル群
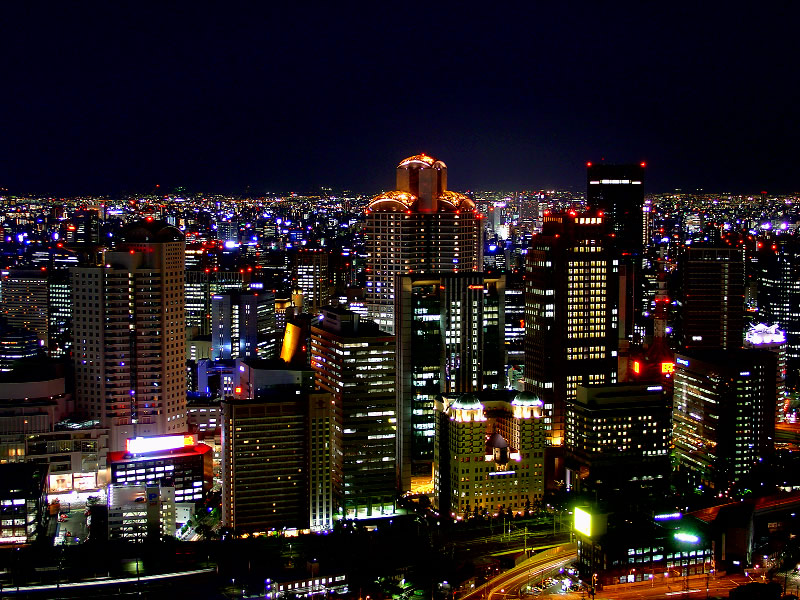
西梅田の高層ビル群 夜景
展望台から見た西梅田の高層ビル群